# Kluky (district de Mladá Boleslav)
Pour les articles homonymes, voir Kluky.
Kluky (en allemand : Kluk) est une commune du district de Mladá Boleslav, dans la région de Bohême-Centrale, en République tchèque. Sa population s'élevait à 71 habitants en 2020.

## Géographie
Kluky se trouve à 14 km à l'ouest-nord-ouest de Mladá Boleslav et à 46 km au nord-nord-est de Prague.
La commune est limitée par Katusice au nord, par Sudoměř et Skalsko à l'est, par Boreč au sud, et par Vrátno à l'ouest.

## Histoire
La première mention écrite de la localité date de 1352.